# شاه علي بيغلو
شاه‌ علي بيغلو هي قرية في مقاطعة ميانة، إيران. عدد سكان هذه القرية هو 65 في سنة 2006.